# Маркесан (Вісконсин)
Маркесан (англ. Markesan) — місто (англ. city) в США, в окрузі Ґрін-Лейк штату Вісконсин. Населення — 1377 осіб (2020).

## Географія
Маркесан розташований за координатами 43°42′39″ пн. ш. 88°59′28″ зх. д. / 43.71083° пн. ш. 88.99111° зх. д. (43.710826, -88.991214).  За даними Бюро перепису населення США в 2010 році місто мало площу 6,10 км², з яких 6,06 км² — суходіл та 0,05 км² — водойми.

## Демографія
Згідно з переписом 2010 року, у місті мешкало 1476 осіб у 589 домогосподарствах у складі 383 родин. Густота населення становила 242 особи/км².  Було 661 помешкання (108/км²).
Расовий склад населення:
| - 98,1 % — білих - 0,3 % — чорних або афроамериканців - 0,1 % — корінних американців - 1,0 % — осіб інших рас |

До двох чи більше рас належало 0,5 %. Частка іспаномовних становила 7,4 % від усіх жителів.
За віковим діапазоном населення розподілялося таким чином: 24,7 % — особи молодші 18 років, 49,9 % — особи у віці 18—64 років, 25,4 % — особи у віці 65 років та старші. Медіана віку мешканця становила 42,3 року. На 100 осіб жіночої статі у місті припадало 83,8 чоловіків;  на 100 жінок у віці від 18 років та старших — 78,8 чоловіків також старших 18 років.
Середній дохід на одне домашнє господарство  становив 47 742 долари США (медіана — 37 772), а середній дохід на одну сім'ю — 59 961 долар (медіана — 57 679). Медіана доходів становила 42 875 доларів для чоловіків та 30 398 доларів для жінок. За межею бідності перебувало 18,5 % осіб, у тому числі 24,9 % дітей у віці до 18 років та 9,7 % осіб у віці 65 років та старших.
Цивільне працевлаштоване населення становило 610 осіб. Основні галузі зайнятості: виробництво — 25,1 %, освіта, охорона здоров'я та соціальна допомога — 21,8 %, транспорт — 9,5 %, роздрібна торгівля — 8,4 %.